# Sterne de Saunders
Sternula saundersi
Espèce
Statut de conservation UICN

 LC  : Préoccupation mineure
Synonymes
- Sterna saundersi

La Sterne de Saunders (Sternula saundersi) est une espèce d'oiseaux appartenant à la famille des Laridae.
Elle fut nommée en l'honneur de l'ornithologue britannique Howard Saunders (1835-1907).
Son aire s'étend de la mer Rouge au Sri Lanka ; elle hiverne aux Seychelles, Maldives et îles Cocos.

## Description

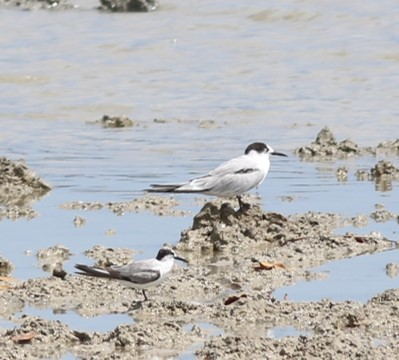
en plumage d'hiver (île Maurice)

La Sterne de Saunders mesure environ 23 centimètres. Elle est très semblable à la Sterne naine (S. albifrons), dont elle a été considérée comme une sous-espèce. Toutes deux possèdent un long bec jaune à pointe noire, des ailes étroites et en plumage d'été une calotte noire au front blanc. Les sternes de Saunders se distinguent cependant par une tache frontale blanche plus arrondie et des pattes plus courtes et plus foncées.